# Music of My Life
Pour plus de détails, voir Fiche technique et Distribution.
Music of My Life (Blinded by the Light) est un film britannique co-écrit, co-produit et réalisé par Gurinder Chadha, sorti en 2019.
Il s'agit de l'adaptation du mémoire Greetings from Bury Park: Race, Religion and Rock N’ Roll du journaliste britannique Sarfraz Manzoor (en), et de son amour pour l’œuvre de Bruce Springsteen.

## Synopsis
À Luton, en Angleterre en 1987, Javed Khan vit dans une famille stricte, d'origine pakistanaise. Cet adolescent mal dans sa peau cherche à comprendre qui il est vraiment. Il entre au lycée et découvre alors un monde nouveau puis l’œuvre musicale de Bruce Springsteen qui change sa vie. Il rencontre Elisa, une lycéenne dont il tombe amoureux et devient le petit ami. Inspiré par l'écriture de l'artiste américain, Javed se met en tête de devenir écrivain. S'il est soutenu par ses amis et par ses professeurs, il est cependant confronté à l'opposition et à la sévérité de son père, Malik. À la fin, après le départ seul de Javed à New Jersey pour un concours, ses parents le rejoignent et se réconcilient avec lui.

## Fiche technique
Sauf indication contraire, les informations mentionnées dans cette section peuvent être confirmées par la base de données cinématographiques IMDb,  présente dans la section « Liens externes ».
- Titre original : Blinded by the Light
- Titre français : Music of My Life
- Réalisation : Gurinder Chadha
- Scénario : Paul Mayeda Berges, Gurinder Chadha et Sarfraz Manzoor, d'après Greetings from Bury Park: Race, Religion and Rock N’ Roll de Sarfraz Manzoor (en)
- Musique : A. R. Rahman
- Direction artistique : Grant Bailey
- Décors : Nick Ellis
- Costumes : Annie Hardinge
- Photographie : Ben Smithard
- Montage : Justin Krish
- Production : Jane Barclay, Gurinder Chadha, Jamal Daniel,
- Coproduction : Alice Dawson
- Production déléguée : Paul Mayeda Berges, Hannah Leader, Tory Metzger, Tracy Nurse, Stephen Spence, Peter Touche et Renee Witt
- Sociétés de production : Bend It Films, Ingenious Media, Levantine Films et Rakija Films
- Sociétés de distribution : New Line Cinema / Warner Bros. (États-Unis), Orange Studio Cinéma / UGC Distribution (France)
- Budget : 15 millions de dollars[1]
- Pays de production :  Royaume-Uni,  États-Unis et  France
- Langue originale : anglais
- Format : couleur - 2.39:1
- Genre : comédie dramatique
- Durée : 117 minutes
- Dates de sortie[2] :
  - États-Unis : 27 janvier 2019 (festival du film de Sundance)
  - Royaume-Uni : 9 août 2019
  - France : 11 septembre 2019

## Distribution
- Viveik Kalra (VF : Julien Alluguette) : Javed Khan
- Hayley Atwell (VF : France Renard) : Mme Clay
- Kulvinder Ghir (VF : Omar Yami) : Malik Khan
- Nell Williams : Eliza
- Dean-Charles Chapman (VF : Hugo Brunswick) : Matt
  - Billy Barratt : Matt, à 10 ans
- Aaron Phagura : Roops
- Meera Ganatra : Noor Khan
- Kit Reeve (VF : Julia Boutteville) : Emma
- Jonno Davies : Michael
- Leo Shirley (VF : Sam Sahli) : Alex Luton
- Sally Phillips : Mme Anderson
- Rob Brydon : le père de Matt

 Source et légende : version française (VF) sur RS Doublage

## Production

### Développement
Le scénario est inspiré de l'autobiographie du journaliste britannique d'origine pakistanaise Sarfraz Manzoor (en). Ce dernier coécrit le scénario avec Paul Mayeda Berges et Gurinder Chadha. Sarfraz Manzoor et la cinéaste s'étaient rencontrés quelques années auparavant. En 2010, lors de l'avant-première de The Promise: The Making of Darkness on the Edge of Town, un documentaire de Thom Zimny consacré à l'enregistrement de l'album Darkness on the Edge of Town, Gurinder Chadha et Sarfraz Manzoor rencontrent Bruce Springsteen, qui salue Sarfraz Manzoor tout en le félicitant pour son livre. Gurinder Chadha se remémore cette soirée : « Sarfraz n'en revenait pas. Je suis alors intervenue et je lui ai dit : “Je m'appelle Gurinder Chadha, je suis réalisatrice, et on aimerait vraiment adapter ce livre au cinéma, mais on a besoin de votre soutien”. Et il nous a répondu : “C'est parfait, adressez-vous à Jon” en désignant Jon Landau, son fidèle manager ».

### Tournage
Le tournage a lieu à Luton dans le Bedfordshire et à New York.

### Musique
La musique originale du film est composée par le musicien indien A. R. Rahman. Bruce Springsteen autorise l'utilisation de 12 de ses chansons, dont certaines raretés. L'album contient ainsi des titres du chanteur qui n'ont jamais été commercialisés comme une version de The River enregistrée lors d'un concert No Nukes au Madison Square Garden en 1979 ou encore une version acoustique de The Promised Land enregistrée au National Mall en 2014. On retrouve également l'inédit I'll Stand by You, initialement composé pour Harry Potter à l'école des sorciers.
| 1.  | Ode To Javed / Javed's Poem                                                    | A. R. Rahman                          |  |
| 2.  | It's a Sin                                                                     | Pet Shop Boys                         |  |
| 3.  | The Sun Always Shines on T.V.                                                  | a-ha                                  |  |
| 4.  | The Boss Of Us All (dialogue)                                                  |                                       |  |
| 5.  | Dancing In The Dark                                                            | Bruce Springsteen                     |  |
| 6.  | You Should Be Listening To Our Music (dialogue)                                |                                       |  |
| 7.  | I Never Knew Music Could Be Like This (dialogue)                               |                                       |  |
| 8.  | The River (live au Madison Square Garden, 21 septembre 1979 - inédit en album) | Bruce Springsteen & The E Street Band |  |
| 9.  | Number One Paki Film (dialogue)                                                |                                       |  |
| 10. | Badlands                                                                       | Bruce Springsteen                     |  |
| 11. | Cover Me                                                                       | Bruce Springsteen                     |  |
| 12. | Thunder Road (live au Roxy Theater, 18 octobre 1975)                           | Bruce Springsteen & The E Street Band |  |
| 13. | Get Outta My Way Fascist Pigs                                                  | Amer Chadha-Patel                     |  |
| 14. | Do It For Me (dialogue)                                                        |                                       |  |
| 15. | Prove It All Night                                                             | Bruce Springsteen                     |  |
| 16. | Hungry Heart                                                                   | Bruce Springsteen                     |  |
| 17. | You, Me and Bruce (dialogue)                                                   |                                       |  |
| 18. | Because the Night                                                              | Bruce Springsteen                     |  |
| 19. | Maar Chadapa                                                                   | Heera                                 |  |
| 20. | The Promised Land (live au National Mall, 11 novembre 2014)                    | Bruce Springsteen                     |  |
| 21. | Blinded By The Light                                                           | Bruce Springsteen                     |  |
| 22. | Born to Run                                                                    | Bruce Springsteen                     |  |
| 23. | I'll Stand By You (inédit)                                                     | Bruce Springsteen                     |  |
| 24. | For You My Love                                                                | A. R. Rahman                          |  |

## Accueil

### Critique
Le film reçoit des critiques globalement positives. Sur l'agrégateur américain Rotten Tomatoes, il récolte 88% d'opinions favorables pour 212 critiques et une note moyenne de 7,35⁄10. Sur Metacritic, il obtient une note moyenne de 71⁄100 pour 44 critiques.
En France, le film obtient une note moyenne de 3,1⁄5 sur le site AlloCiné.
Le Figaro trouve que « la réalisatrice de Joue-la comme Beckham, rend hommage à Bruce Springsteen à travers un «feel good movie» tout en musique. ».
Rotten Tomatoes dit que "Tel un hymne rock qui affirme sa vie, Blinded by the Light frappe des accords familiers avec confiance et flair, pour en arriver à une conclusion qui laisse le public applaudir pour un rappel." avec une note de 89%.
Rolling Stone indique : « Derrière la découverte révélatrice de l’œuvre du Boss par un adolescent à l’orée de l’âge adulte confronté aux affres du marasme industriel de l’Angleterre d’alors, la montée de la nausée nationaliste et raciste, Chadha refuse de choisir entre peinture sociale et feel good movie, y ajoute une pincée de comédie musicale pour alléger le propos. ».

### Box-office
| Pays ou région    | Box-office   | Date d'arrêt du box-office | Nombre de semaines |
| ----------------- | ------------ | -------------------------- | ------------------ |
| Royaume-Uni       | 3 435 220 $  |                            | en cours           |
| France            | à venir      |                            | à venir            |
| États-Unis Canada | 11 317 597 $ | 8 septembre 2019           | en cours           |
| Total mondial     | n/a          | -                          | -                  |

## Clins d’œil
L'affiche du film est un clin d’œil à la pochette de l'album Born in the U.S.A. sorti en 1984. Le titre original du film, Blinded by the Light, renvoie à la chanson d'ouverture de Greetings from Asbury Park, N.J., premier album studio de Bruce Springsteen sorti en 1973.